# Hyetornis pluvialis
Hyetornis pluvialis é uma espécie de ave da família Cuculidae. É a única espécie do género Hyetornis.
Pode ser encontrada nos seguintes países: Cayman Islands e Jamaica.
Os seus habitats naturais são: florestas subtropicais ou tropicais húmidas de baixa altitude e florestas secundárias altamente degradadas.